# Championnat d'Italie de rugby à XV 2008-2009
Navigation
Super 10 2007-2008 Super 10 2009-2010
Le Championnat d'Italie de rugby à XV 2008-2009 oppose les dix meilleures équipes italiennes de rugby à XV. Le championnat débute en 2008 et se termine le 30 mai 2009. Les équipes y participent sous la forme d'un championnat unique en matchs aller-retour. Les quatre premiers sont qualifiés pour les demi-finales et le dernier est relégué.
Le Benetton Trévise bat en finale Viadana sur le score de 29 à 20 et remporte son 14e titre. Le match se déroule au Stadio Flaminio à Rome devant 4 000 spectateurs.

## Liste des équipes en compétition
Le club de Rugby Rome, vainqueur de la deuxième division, est promu et remplace l'Amatori Catane relégué au deuxième échelon. Les dix équipes participant à la compétition sont :
| Calvisano Venise Trévise Parme Padoue Rome Rovigo Viadana |

| Équipe               | Stade                       | Capacité | Ville     |
| -------------------- | --------------------------- | -------- | --------- |
| Calvisano            | Centro Sportivo San Michele | 3 500    | Calvisano |
| Venise Mestre        | Centro Sportivo Comunale    |          | Venise    |
| Benetton Trévise     | Stadio Comunale di Monigo   | 6 700    | Trévise   |
| Rugby Rome           | Stadio Tre Fontane          | 4 000    | Rome      |
| Gran Parma SKG       | Stade Sergio-Lanfranchi     | 3 600    | Parme     |
| Parma Overmach       | Stade Sergio-Lanfranchi     | 3 600    | Parme     |
| Petrarca Padoue      | Stadio Plebiscito           | 9 600    | Padoue    |
| Unione R. Capitolina | Campo dell'Unione           |          | Rome      |
| Rovigo               | Stade Mario-Battaglini      | 10 000   | Rovigo    |
| Viadana              | Stade Luigi-Zaffanella      | 6 000    | Viadana   |

## Résultats

### Phase régulière
| Rang | Club                | J  | V  | N | D  | Bo | Bd | Pm  | Pe  | Diff | Pts |
| ---- | ------------------- | -- | -- | - | -- | -- | -- | --- | --- | ---- | --- |
| 1    | Rugby Viadana       | 18 | 13 | 0 | 5  | 9  | 0  | 492 | 338 | +154 | 61  |
| 2    | Benetton Trévise    | 18 | 12 | 2 | 4  | 7  | 0  | 426 | 292 | +134 | 59  |
| 3    | Rugby Calvisano (T) | 18 | 12 | 0 | 6  | 6  | 0  | 447 | 297 | +150 | 54  |
| 4    | Rugby Rovigo        | 18 | 11 | 1 | 6  | 6  | 0  | 389 | 318 | +71  | 52  |
| 5    | Rugby Parma         | 18 | 11 | 1 | 6  | 6  | 0  | 415 | 326 | +89  | 52  |
| 6    | Petrarca Padoue     | 18 | 9  | 1 | 8  | 4  | 0  | 345 | 402 | -57  | 42  |
| 7    | Rugby Rome (P)      | 18 | 5  | 0 | 13 | 8  | 0  | 333 | 371 | -38  | 28  |
| 8    | Venise Mestre       | 18 | 4  | 3 | 11 | 5  | 0  | 279 | 408 | -129 | 27  |
| 9    | Capitolina          | 18 | 4  | 2 | 12 | 6  | 0  | 309 | 475 | -166 | 26  |
| 10   | SKG Gran Parma      | 18 | 2  | 0 | 16 | 6  | 0  | 253 | 461 | -208 | 22  |

|  | Qualifiés la coupe d'Europe 2009-2010 et pour les demi-finales (no 1, no 2)      |
|  | Qualifiés pour le Challenge européen 2009-2010 et les demi-finales (no 3, no 4). |
|  | Qualifiés pour le Challenge européen 2009-2010 (no 5, no 6)                      |
|  | Relégué (no 10)                                                                  |
|  | T : tenant du titre 2008 ; P : promu 2008                                        |

Attribution des points : victoire : 4, match nul : 2, défaite : 0, ; plus les bonus (offensif : 4 essais marqués ; défensif : défaite par 7 points d'écart ou moins).

### Phase finale

#### Tableau
|  | Demi-finales      | Demi-finales      |                  |          | Finale                               | Finale                               |
|  | Demi-finales      | Demi-finales      |                  |          | Finale                               | Finale                               |
|  |                   |                   |                  |          |                                      |                                      |
|  | 17 et 24 mai 2009 | 17 et 24 mai 2009 |                  |          | 30 mai 2009 au Stadio Flaminio, Rome | 30 mai 2009 au Stadio Flaminio, Rome |
|  | 17 et 24 mai 2009 | 17 et 24 mai 2009 |                  |          | 30 mai 2009 au Stadio Flaminio, Rome | 30 mai 2009 au Stadio Flaminio, Rome |
|  | Benetton Trévise  | 15 \| 13          |                  |          | 30 mai 2009 au Stadio Flaminio, Rome | 30 mai 2009 au Stadio Flaminio, Rome |
|  | Benetton Trévise  | 15 \| 13          |                  |          | 30 mai 2009 au Stadio Flaminio, Rome | 30 mai 2009 au Stadio Flaminio, Rome |
|  | Calvisano         | 6 \| 18           |                  |          | 30 mai 2009 au Stadio Flaminio, Rome | 30 mai 2009 au Stadio Flaminio, Rome |
|  | Calvisano         | 6 \| 18           | Benetton Trévise | 29       |                                      |                                      |
|  | 17 et 23 mai 2009 |                   | Benetton Trévise | 29       |                                      |                                      |
|  |                   | Viadana           | 20               |          |                                      |                                      |
|  | Viadana           | Viadana           | 20               | 23 \| 15 |                                      |                                      |
|  | Viadana           |                   |                  | 23 \| 15 |                                      |                                      |
|  | Rovigo            | 19 \| 11          |                  |          |                                      |                                      |
|  | Rovigo            | 19 \| 11          |                  |          |                                      |                                      |

#### Finale
| 30 mai 2009 | Benetton Trévise | 29 – 20 | Viadana | Stadio Flaminio, Rome 4 000 spectateurs Arbitre : Mancini |
| 30 mai 2009 |                  |         |         | Stadio Flaminio, Rome 4 000 spectateurs Arbitre : Mancini |
| 30 mai 2009 |                  |         |         | Stadio Flaminio, Rome 4 000 spectateurs Arbitre : Mancini |

## Vainqueur
| Entraîneur | Entraîneur             | Franco Smith                                                             |
| Avants     | Pilier                 | Salvatore Costanzo, Di Santo, Sutto                                      |
| Avants     | Talonneur              | A. Ceccato, Intoppa, Muccignat, Sartoretto                               |
| Avants     | Deuxième ligne         | Horak                                                                    |
| Avants     | Troisième ligne aile   | De Jager                                                                 |
| Avants     | Troisième ligne centre | Robert Barbieri                                                          |
| Arrières   | Demi de mêlée          | Botes, Fabio Semenzato                                                   |
| Arrières   | Demi d'ouverture       | Lucchese, Mulieri, M. Neethling, Orlando                                 |
| Arrières   | Centre                 | E. Ceccato I, Gilbride, Andrea Marcato, Picone, Alberto Sgarbi, Williams |
| Arrières   | Ailier                 | Filippucci                                                               |
| Arrières   | Arrière                | Galon, Goosen, Sbaraglini, Vilk, Waters                                  |